# Osanica (Goražde)
Osanica es un suburbio de la ciudad de Goražde, Bosnia y Herzegovina. Osanica también fue una župa medieval, entre los siglos XIII y XV.

## Demografía
Según el censo de 2013, su población era de 174 habitantes.
| Etnia               | Número | Porcentaje |
| ------------------- | ------ | ---------- |
| bosníacos           | 173    | 99.4%      |
| otros/no declarados | 1      | 0.6%       |
| Total               | 174    | 100%       |